# Dimitrij Mihailovič Mordvinov
Dimitrij Mihailovič Mordvinov (rusko Дми́трий Миха́йлович Мордви́нов), ruski general, * 1773, † 1848.
Bil je eden izmed pomembnejših generalov, ki so se borili med Napoleonovo invazijo na Rusijo; posledično je bil njegov portret dodan v Vojaško galerijo Zimskega dvorca.

## Življenje
10. marca 1781 je kot vodnik vstopil v artilerijo. Čez štiri leta je bil z istim činom premeščen v Semjonovski polk, kjer se je povzpel do čina stotnika. 24. septembra 1802 je postal dvorni gentleman. 
Leta 1807 je bil imenovan za člana odpora 1. regije policije v sanktpeterburški provinci. 1. julija 1809 je bil dodeljen gorskemu zboru, nato pa oddelku za gore in solinarstvo. Ob pričetku patriotske vojne leta 1812 je postal poveljnik 5. gardnega polka peterburške milicije. Zaradi zaslug v bojih v okolici Polotskega v oktobru istega leta je bil povišan v generalmajorja. Na prošnjo je bil 6. decembra 1826 odpuščen iz vojaške službe.
Pozneje je bil imenovan za tajnega svetovalca (s pravico do nošnje generalske uniforme) ter za senatorja. Med letoma 1827 in 1839 je bil član sveta za državne kreditne ustanove. 
Upokojil se je 7. januarja 1847.